# Werenfried van Straaten
Werenfried (Philipp) van Straaten (Mijdrecht, Holanda, 17 de enero de 1913 - Bad Soden, Alemania 31 de enero de 2003), con nombre de pila Philippus Johannes Hendricus, fue un sacerdote y monje premonstratense conocido por su labor humanitaria, especialmente como fundador en 1947 de la asociación católica internacional Ayuda a la Iglesia Necesitada.
El año 1932 estudió filología clásica en Utrecht. En 1933 ingresó como monje de la orden religiosa premonstratense a la abadía de Tongerlo, en Bélgica y en 1940 fue ordenado sacerdote. El año 1959, el Padre Werenfried visitó los territorios de refugiados en Asia y estuvo con la madre Teresa de Calcuta.
Falleció en Alemania, el 31 de enero de 2003.

## Su obra
Fue conocido como el "Padre Tocino". En 1947 fundó la Asociación Internacional Ayuda a la Iglesia que Sufre (Ayuda a la Iglesia Necesitada), fundación católica de apoyo a los refugiados y a los cristianos perseguidos por su fe. De esta manera, salvó a miles de personas de la miseria moral y material.
Su lema personal fue "El hombre es mucho mejor de lo que pensamos". Para llevar la fe a los más necesitados, tuvo iniciativas muy originales como los "Barcos-Capillas", los "Autos-Capillas" y los "Sacerdotes con mochila".

## Acusación de violación
En 2010 se frenó el proceso de beatificación que se había iniciado en el Vaticano cuando el obispo auxiliar de Paderborn, Manfred Grothe, advierte al entonces prefecto de la Congregación para el Clero de las acusaciones de un intento de violación, prácticas autoritarias con el personal y ocasionales excesos en la comida y la bebida que se vertía sobre Werenfried van Straaten. El presunto intento de violación se produjo en 1973, cuando van Straaten tenía 60 años y la víctima (una trabajadora de Ayuda a la Iglesia Necesitada) 23. Ésta lo puso en conocimiento de la Fundación en 2009.
La fundación no apreció ausencia de verosimilitud en los hechos e indemnizó a la víctima con 16.000 euros por el daño moral que ésta refería.

## Libros
- Me llaman Padre Tocino (1960)
- Dios llora en la tierra (1969)
- Meditaciones de un mendigo.

## En Internet
- Su vida (en alemán)
- Fundador de Ayuda a la Iglesia que Sufre